# Pipea
Pipea (węg. Pipe) – wieś w Rumunii, w okręgu Marusza, w gminie Nadeș. W 2011 roku liczyła 68 mieszkańców.